# HVV Hattem
HVV of HVV Hattem is een Nederlandse volleybalvereniging uit Hattem. Het eerste herenteam van de vereniging speelt in de eerste klasse (regionaal). Het eerste damesteam eveneens in de eerste klasse.